# Amegilla bothai
Amegilla bothai är en biart som först beskrevs av Heinrich Friese 1911.  Amegilla bothai ingår i släktet Amegilla och familjen långtungebin. Inga underarter finns listade i Catalogue of Life.